# Acanthogorgia thomsoni
Acanthogorgia thomsoni är en korallart som beskrevs av Gravier 1913. Acanthogorgia thomsoni ingår i släktet Acanthogorgia och familjen Acanthogorgiidae. Inga underarter finns listade i Catalogue of Life.